# Informationssendung
Eine Informationssendung ist eine Hörfunk- oder Fernsehsendung, die sich der Informationsvermittlung widmet. Das Spektrum der Informationssendungen im Rundfunk reicht von Verbraucherinformationen über Wissens-, Politik- und Boulevardmagazine bis hin zum Infotainment. Die Informationssendung ist mit der Nachrichtensendung verwandt, die sich allerdings auf die Vermittlung tagesaktuellen Geschehens konzentriert.

## Definition
„Medien helfen beim Erschließen der Welt. Sie bieten in verschiedenen, für unser Leben relevanten Bereichen die einzige Möglichkeit der Exploration der Wirklichkeit, man denke nur an politische, z. B. bundespolitische Information und alle Ereignisse außerhalb des persönlichen Erfahrungsraumes.“ Diese Informationsvermittlung sei die Domäne des Medienbereichs „Nachrichten und Berichte“, kategorisiert Niklas Luhmann Sendungen mit informativem Charakter.
Weist eine Rundfunksendung sich als „reguläres“ Informationsangebot aus, rezipiert der Zuschauer die dargebotenen Inhalte anders, als er dies im Falle eines Science-Fiction-Films oder eines Werbespots täte. Anders als beispielsweise Werbung oder Spielfilme sind in Informationssendungen die dargestellten Inhalte nicht fiktiv oder manipuliert, sondern stellen wahre Begebenheiten dar, über die sie berichten.
Ob es sich um eine Informationssendung oder ein anderes Format handelt, wird von den einzelnen Sendern sehr subjektiv bestimmt. Die Autoren einer Analyse von Fernsehgewohnheiten und Fernsehreichweiten im Jahr 2004 sprechen von einer „großzügigen Definition von Informationssendungen“. So definierte Pro Sieben beispielsweise die Casting-Show Popstars als Informationssendung, obwohl objektiv betrachtet höchstens die Darstellung der Berufschancen und des möglichen Karrierewegs potentieller Popstars „sowie – aus medizinischer Sicht – dessen Kollabierung und Labilität gesehen werden“ als Informationsvermittlung angesehen werden können, was marginal im Vergleich zu dem Unterhaltungscharakter der Sendung ist. Bei den Öffentlich-Rechtlichen differiert hingegen die Einordnung unter Polittalk oder Information: Das Erste ordnete Sabine Christiansen ursprünglich als Unterhaltungssendung ein, das ZDF sah Berlin Mitte als Informationsformat.
Im Bereich des so genannten „Reality-TV“ verschwimmen die Grenzen zwischen Realität und Fiktion, Information und Unterhaltung.

## Auswahl an Sendungen

### Deutschsprachiger Hörfunk
- Die thematischen Schwerpunkte des Deutschlandfunks sind Informationssendungen
- ARD-Nachtexpress
- Berichte von heute (WDR/NDR)
- SRF Nachrichten

### Deutschsprachiges Fernsehen
- Planet Wissen
- X:enius
- planet e
- Der 7. Sinn
- Mit offenen Karten
- Galileo
- Presseclub (WDR)
- Terra X
- Leschs Kosmos
- Gut zu wissen
- WISO
- Newton (ORF)
- WIFF! Österreich
- makro